# Gammalstorps kyrka
Gammalstorps kyrka är en kyrkobyggnad i Gammalstorp i Lunds stift. Den är församlingskyrka i Sölvesborgs församling. Gammalstorp ligger cirka 8 kilometer norr om Sölvesborg. Kyrkan står på en kulle som tidigare har varit en ö, Kyrkön, som låg i ett segelbart sund Vesan. Enligt en sägen skall en vikingaflotta ha övervintrat vid ön, infört kristendomen och byggt traktens första kyrka. Detta skall ha hänt under 1100-talet.

## Kyrkobyggnaden
Nuvarande kyrkobyggnad uppfördes åren 1790–1793 och byggnadsmaterialet var natursten. Den kom till på kyrkoherden Leonhard Sjöbergers föranstaltande med församlingens godkännande. 1792 grundlades kyrkan och året efter var kyrkan så pass färdig att gudstjänst kunde hållas. 1794 invigdes kyrkan. Även en ringmur runt kyrkan anlades några år senare. Församlingen hade bara 400 Rdl i kassan för kyrkbygget vilket inte räckte långt när. Mycket av materialet fick köpas för halva priset. Total kostnad för kyrkbygget blev 1800 Rdlr.  Kyrkan består av ett långhus med brutet sadeltak, ett rakt avslutat kor och en sakristia på östra sidan. Västra och södra murarna härstammar från den ursprungliga medeltida kyrkan. Först år 1823 färdigställdes kyrktornet. Sedan dess har kyrkans exteriör varit oförändrad.

## Inventarier
- En träskulptur från södra Nederländerna är från 1400-talet och föreställer en "helig abbot".
- En åttkantig dopfunt av ek skänktes till kyrkan 1637. En dopskål av silver är skänkt till kyrkan år 1828.
- 1772 anskaffades en altartavla från Bäckaskog. Ännu en altartavla anskaffades 1795 från Näsum.
- Predikstolen med ljudtak är tillverkad år 1825 av Österström, Sölvesborg och innehåller delar från 1665 års predikstol.
- Två ljuskronor blev skänkta av församlingsbor till den nya kyrkan.

### Orgel
- Den föregående orgeln var byggd av Carl Elfström i Ljungby år 1893 och hade 13 stämmor. Den förstördes genom en eldsvåda 1946.
- Nuvarande orgeln är byggd 1948 av Mårtenssons orgelfabrik i Lund och har 18 stämmor. Den är pneumatisk och har fria och fasta kombinationer.

Orgeln har följande disposition:
| Manual I      | Manual II       | Pedal              | Koppel   |
| Principal 8’  | Rörflöjt 8’     | Subbas 16’         | I/P      |
| Gedackt 8’    | Vox Retusa 8’   | Oktavbas 8’        | II/P     |
| Oktava 4’     | Salicional 8’   | Rauschkvint 2 chor | II/I     |
| Täckflöjt 4’  | Voix celeste 8’ |                    | II 16'/I |
| Kvinta 2 2⁄3’ | Fugara 4'       |                    | II 4'/I  |
| Oktava 2'     | Svegel 2’       |                    |          |
| Mixtur 4 chor | Larigot 1 1⁄3’  |                    |          |
|               | Trumpet 8'      |                    |          |

Interiörer
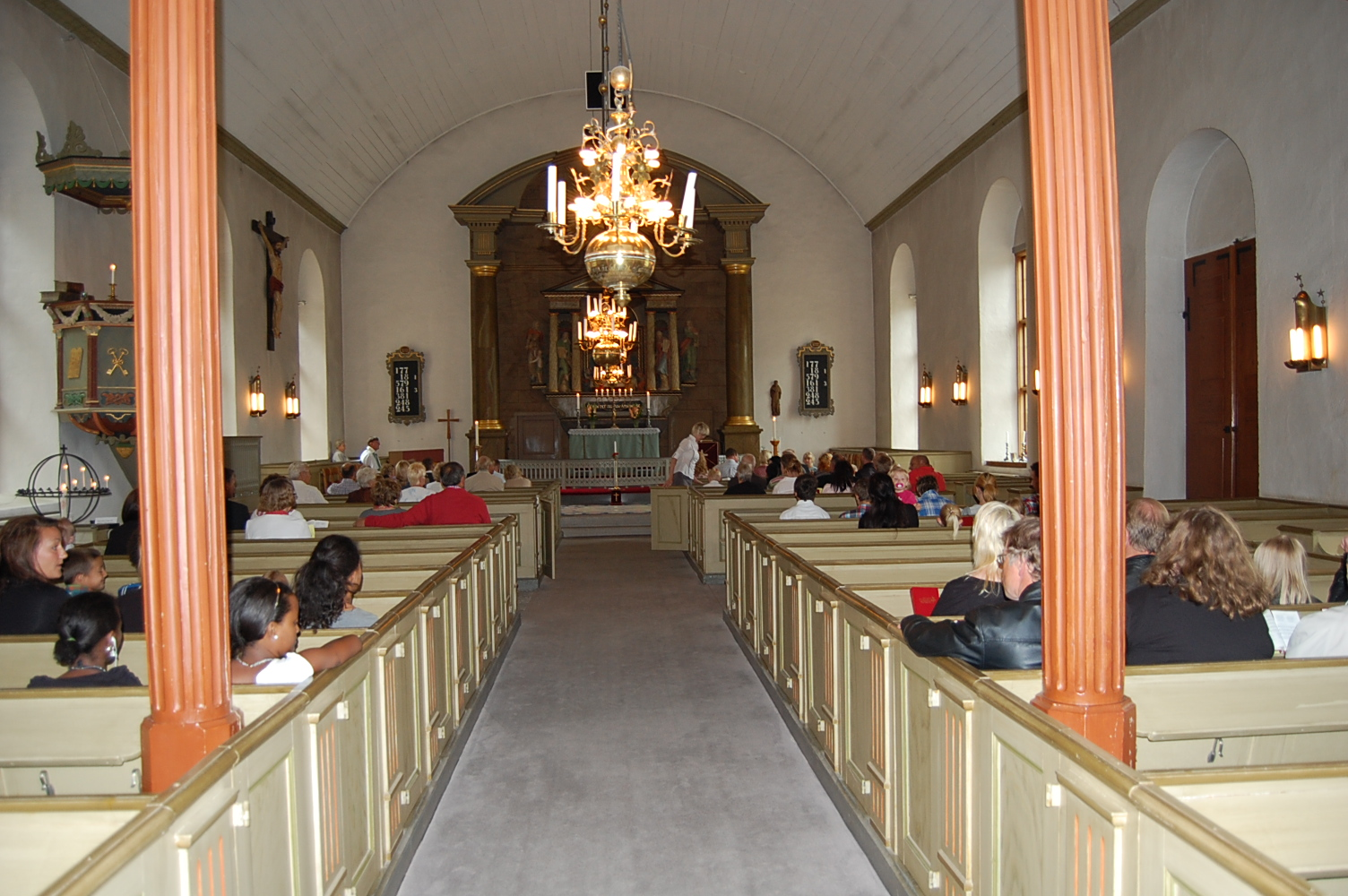
Kyrkan invändigt.
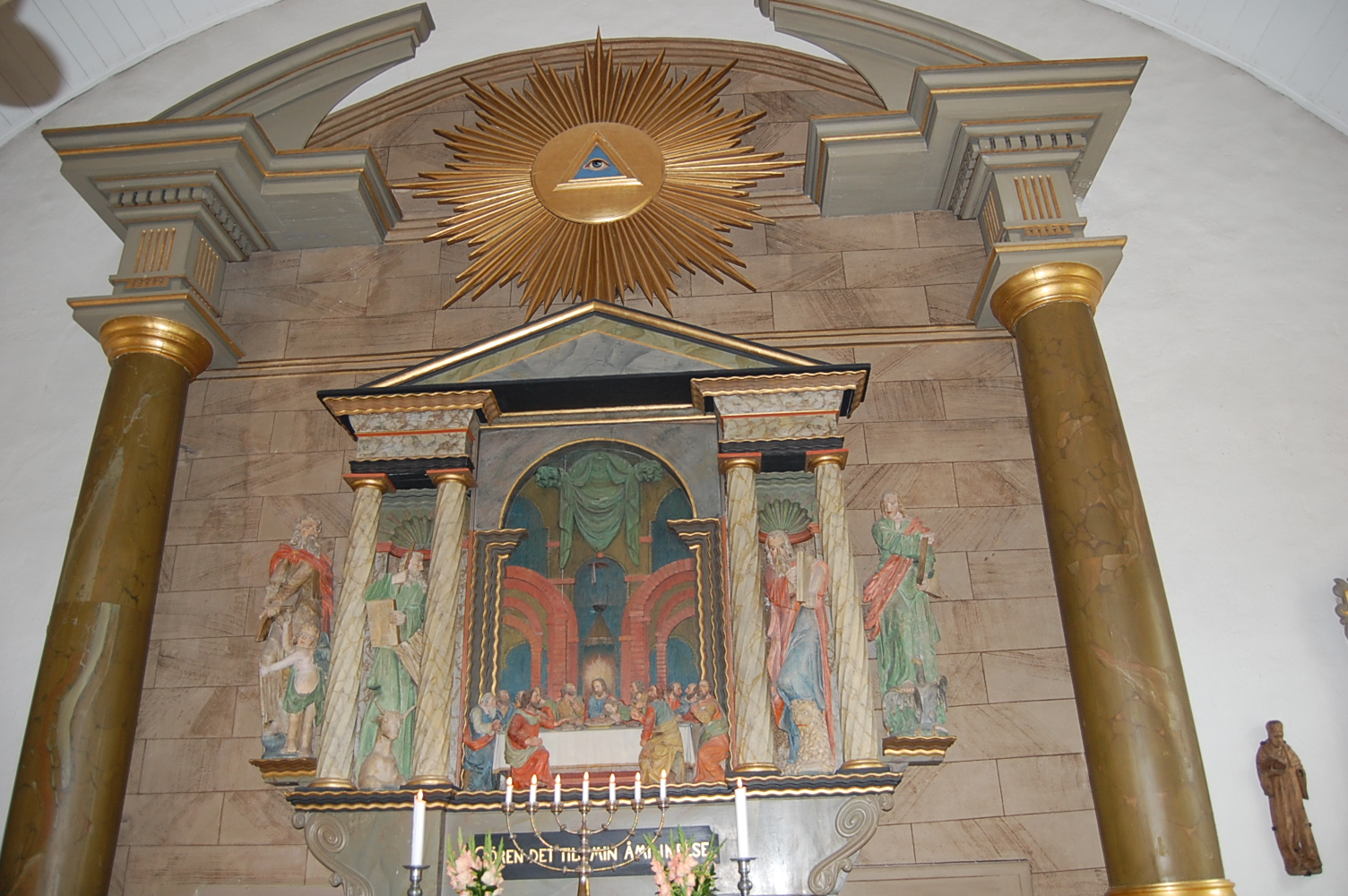
Altaret
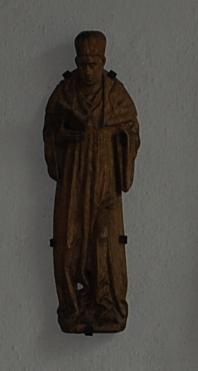
Träskulptur från 1400-talet
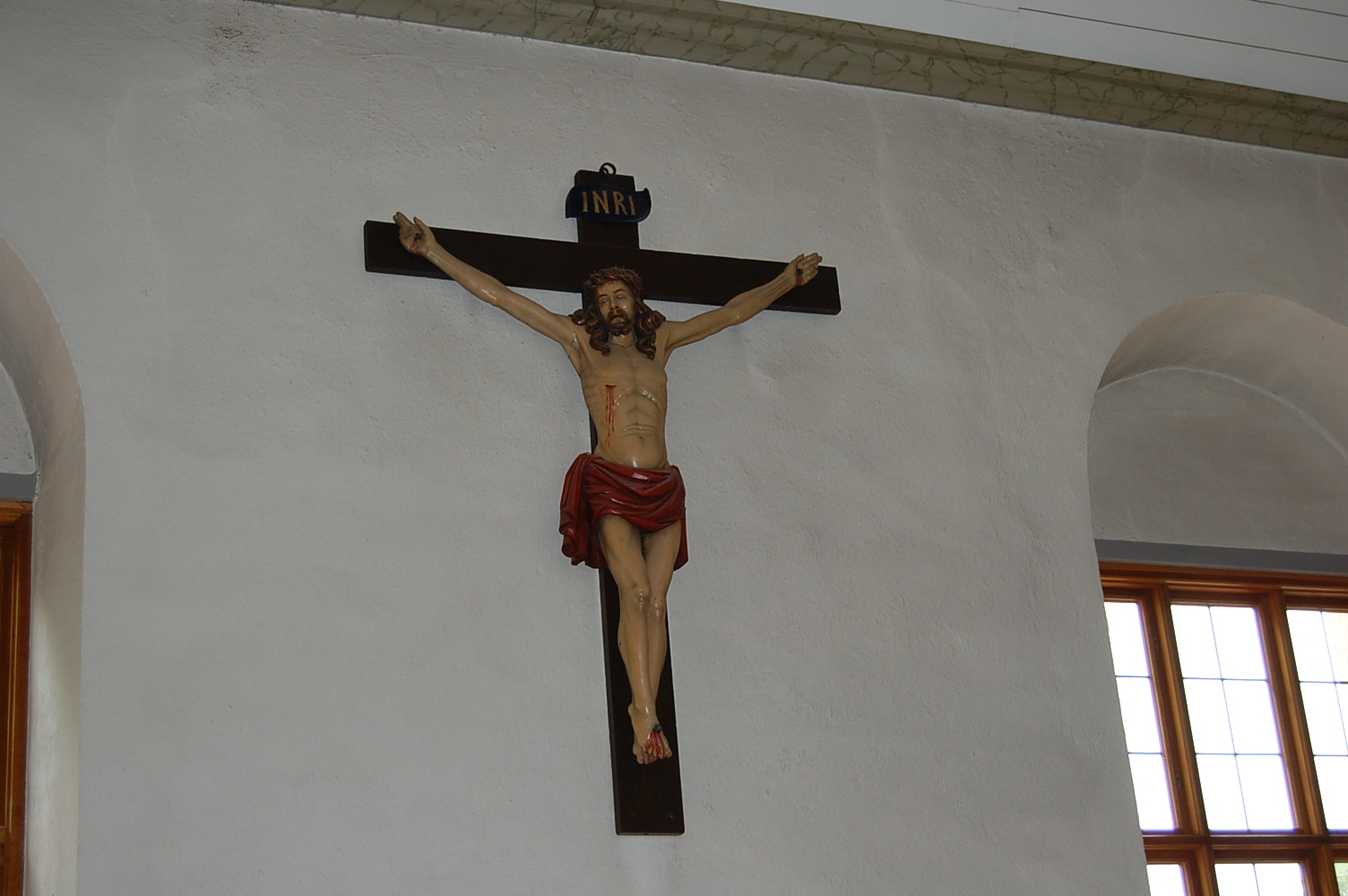
Krucifix
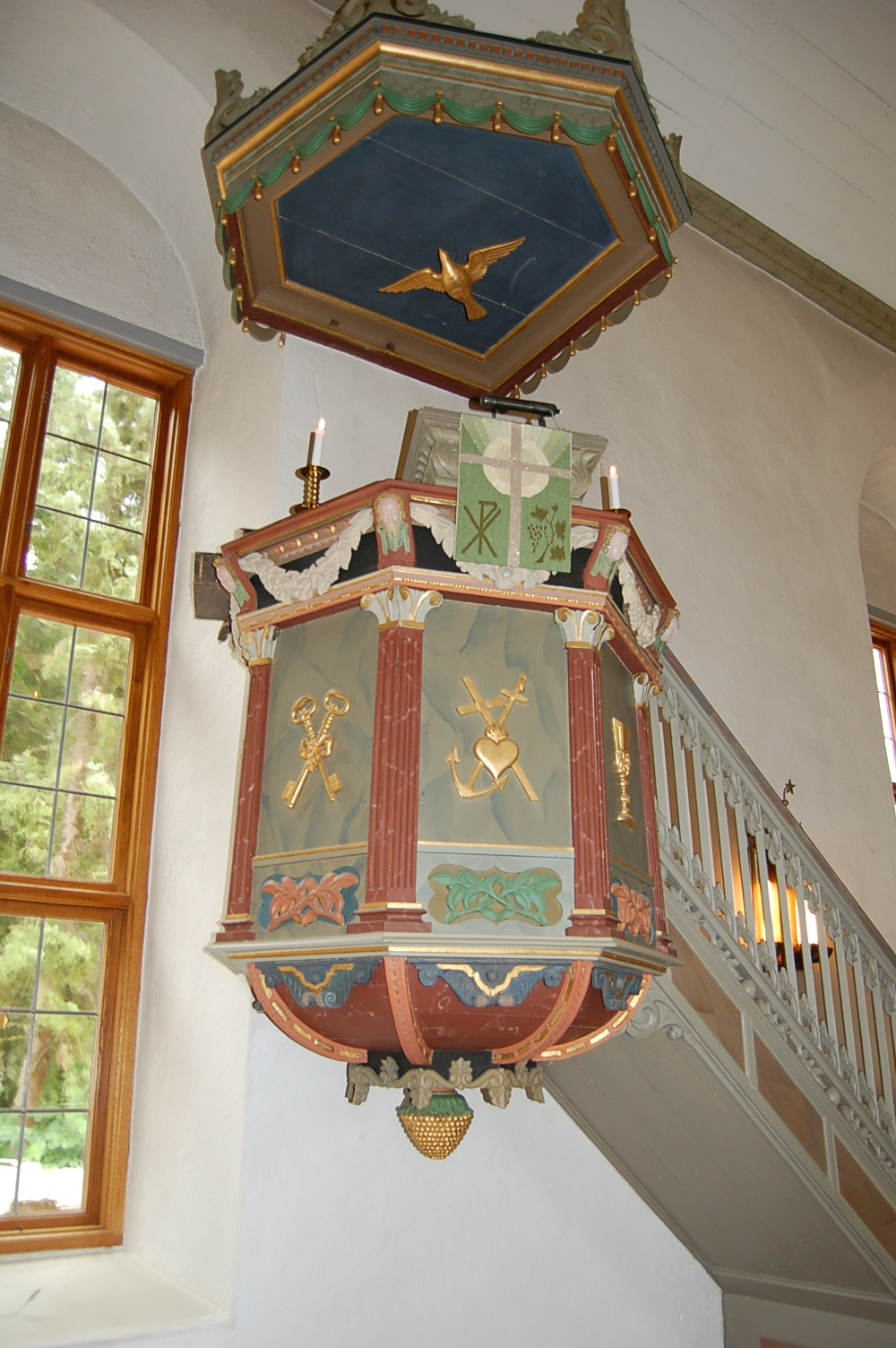
Predikstol
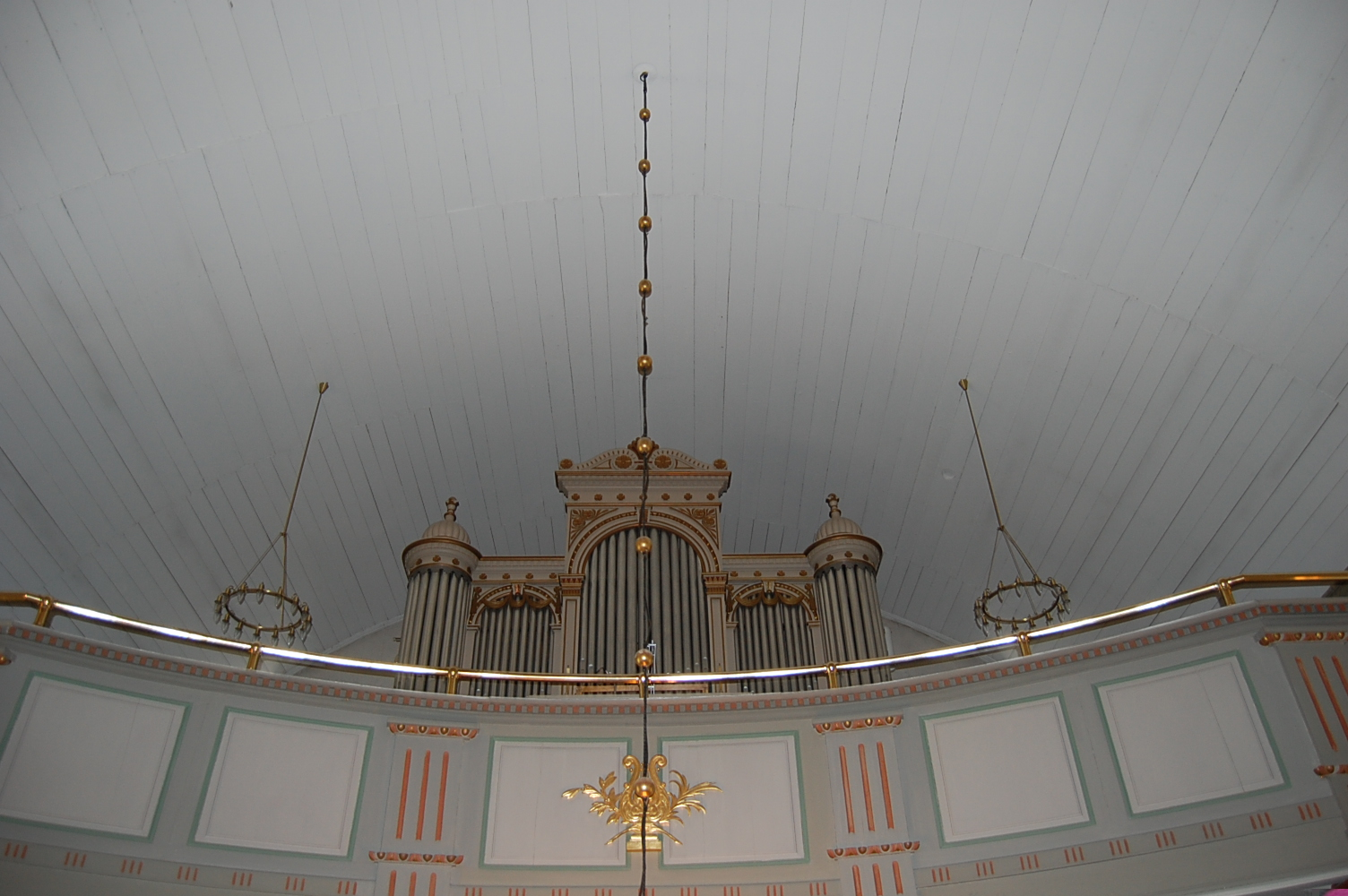
Orgeln
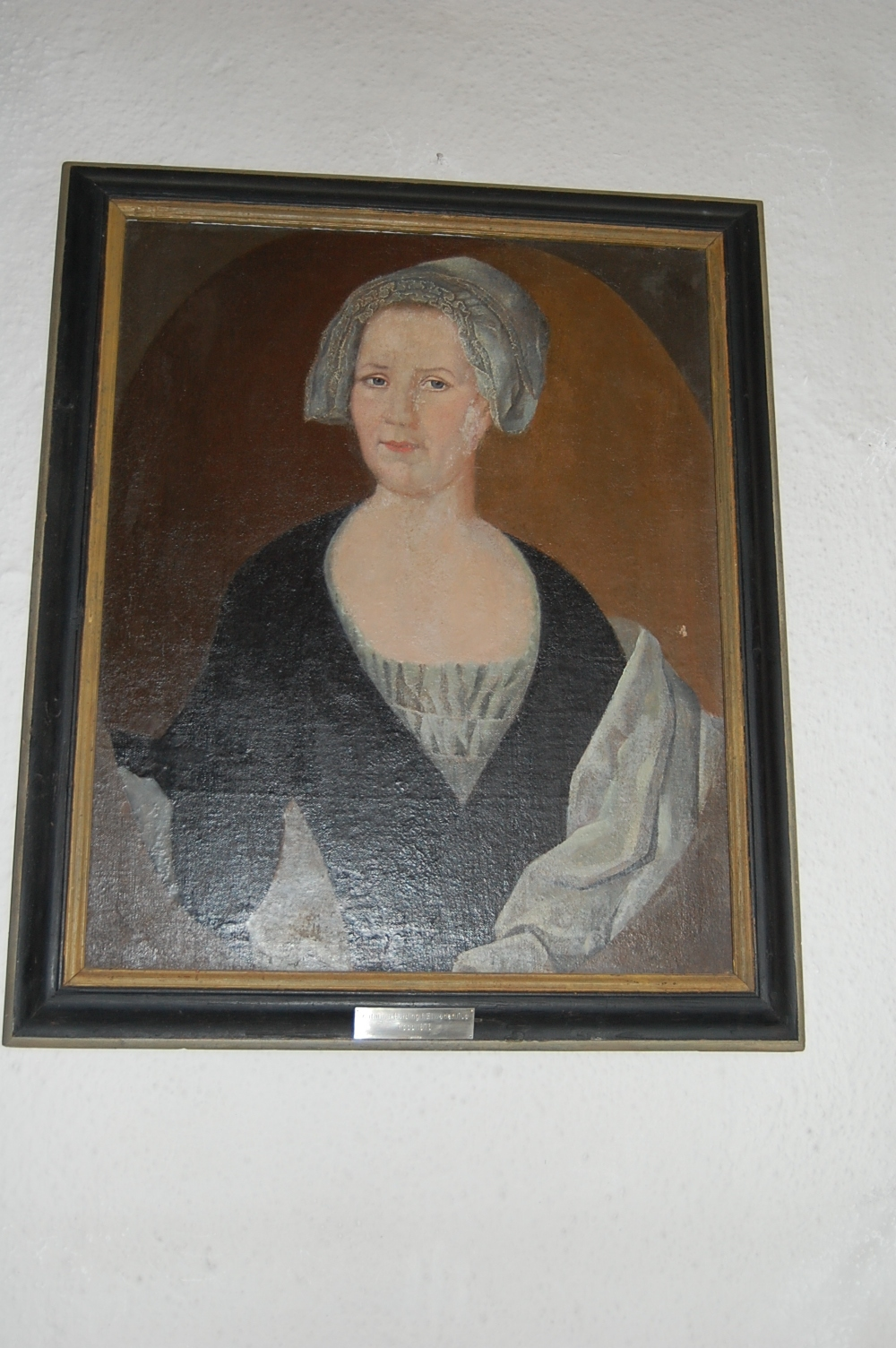
Katarina Quiding (Elfdalia), född 1675. Prästfru till tre på varandra följande präster i kyrkan.

### Webbkällor
- Länsstyrelsen Blekinge Län[död länk]
- anläggningspresentation
- byggnadspresentation